# 谷田町 (生駒市)
谷田町（たにだちょう）は、奈良県生駒市の町名。郵便番号は630-0251。

## 地理
生駒市中部に位置し、北に桜ケ丘、俵口町、東松ケ丘、西に北新町、南に元町、東新町、山崎町、東に辻町と接する。

### 河川
- 竜田川

## 歴史
大和国平群郡に属す谷田村は、江戸時代初めには竜田藩領、寛永16年（1639年）には郡山藩領、延宝7年（1679年）からは旗本松平家（松平信重）領となっている。
明治23年（1890年）からは、日陰になる水田を利用して氷を作る、天然氷の生産が始まった。この生駒氷は全国的に著名となったが、人造氷の普及や水質の悪化により、大正期には生産が終了した。
大正3年（1914年）に大軌電車が開通すると、谷田に生駒駅が設置され、生駒駅から生駒山中腹の宝山寺に向けて、新たな参詣道が開かれた。ここでは参詣人相手の商業活動が盛んとなり、この新道に沿って市街地が形成されていく。また昭和期にはいると生駒駅周辺の都市化が進んでいった。

### 地名の由来
生駒川（竜田川）の谷に開けた場所にあることから、谷の田、「谷田」と呼ばれたと考えられる。標準の読みは「たにだ」だが、地元では「たんだ」と訛って呼ぶことがある（古地図のルビにも「タンダ」と確認できる）。

### 沿革
- 1889年（明治22年） - 山崎村・俵口村・小明村・辻村・菜畑村と合併して北生駒村が発足[11]。北生駒村大字谷田となる[5]。
- 1921年（大正10年） - 生駒町の大字となる[5]。
- 1968年（昭和43年） - 東松ケ丘・西松ケ丘・北新町が分離[5]。
- 1969年（昭和44年） - 東新町・本町・元町1 - 2丁目が分離[5]。
- 1971年（昭和46年） - 生駒市谷田町となる[5]。

## 世帯数と人口
2019年（令和元年）10月1日現在の世帯数と人口は以下の通りである。
| 町丁   | 世帯数  | 人口    |
| ------ | ------- | ------- |
| 谷田町 | 715世帯 | 1,541人 |

### 人口の変遷
国勢調査による人口の推移。
| 1995年（平成7年）  | 1,609人 | [ 12 ] |  |
| 2000年（平成12年） | 1,409人 | [ 13 ] |  |
| 2005年（平成17年） | 1,286人 | [ 14 ] |  |
| 2010年（平成22年） | 1,420人 | [ 15 ] |  |
| 2015年（平成27年） | 1,529人 | [ 16 ] |  |

### 世帯数の変遷
国勢調査による世帯数の推移。
| 1995年（平成7年）  | 723世帯 | [ 12 ] |  |
| 2000年（平成12年） | 629世帯 | [ 13 ] |  |
| 2005年（平成17年） | 564世帯 | [ 14 ] |  |
| 2010年（平成22年） | 647世帯 | [ 15 ] |  |
| 2015年（平成27年） | 675世帯 | [ 16 ] |  |

## 事業所
2016年（平成28年）現在の経済センサス調査による事業所数と従業員数は以下の通りである。
| 町丁   | 事業所数  | 従業員数 |
| ------ | --------- | -------- |
| 谷田町 | 157事業所 | 1,642人  |

## 交通

### 鉄道
- 生駒駅（元町）
  - 近鉄奈良線
  - 近鉄生駒線
  - 近鉄けいはんな線

### バス
- 奈良交通
  - 生駒台循環線
  - 北田原線
  - 上町生駒線
  - パークヒルズ田原線

### 道路
- 奈良県道104号谷田奈良線

## 施設
- 生駒郵便局
- アントレいこま
  - 近鉄百貨店 生駒店
- 万代 生駒店